# Єлисаветградські гроші

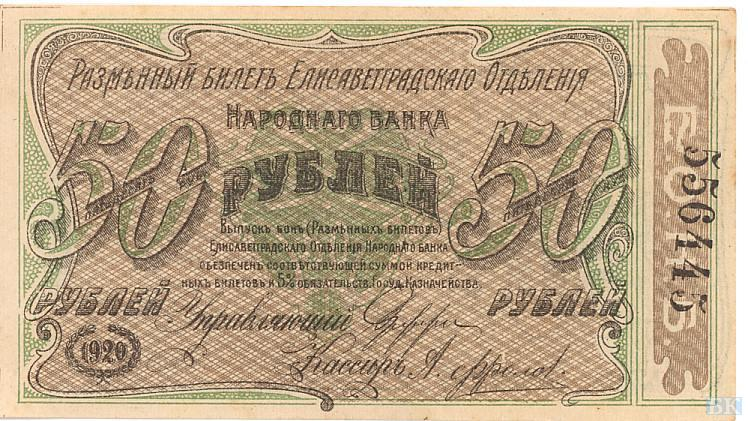
Єлисаветградські рублі (1920), аверс

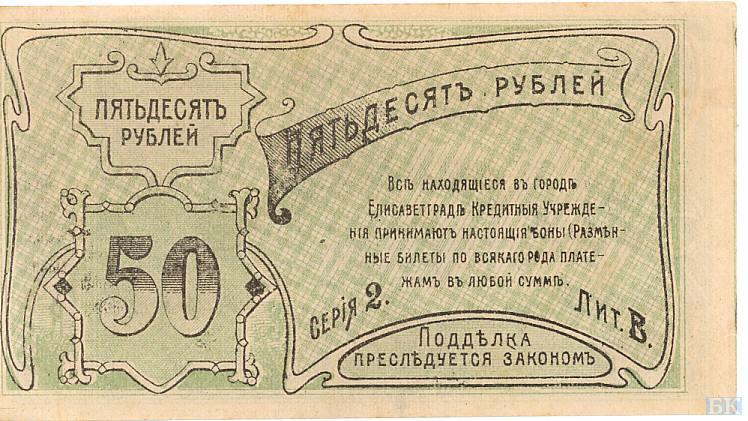
Єлисаветградські рублі (1920), реверс

Єлисаветградські гроші — паперові грошові знаки, які були в ходу і здебільшого карбувалися на місці, в українському місті Єлисаветграді (нині Кропивницький) під час Визвольних змагань українців (1917—1919), а також у перші роки більшовицької радянської влади.
Гроші Єлисаветграда можуть слугувати джерелом вивчення тогочасної історії міста, свідчать про економічне становище регіону в той час, деякою мірою також про тодішній рівень художньої та естетичної культури.
Нині єлисаветградські гроші є предметом і гордістю власників нумізматичних колекцій.

## Історичні дані
Єлисаветград від 2-ї половині XVIII століття і особливо у XIX — 1-му десятилітті ХХ століття був великим торговельним (згодом і економічним) осередком Центральної України. Продукти сільського господарства звідси вивозилися як у внутрішні райони імперії, так і за кордон — через порти Одеси та Миколаєва. Однак розруха, викликана Першою світовою війною, а потому події після Жовтневого перевороту (1917), рівно як і віддаленість від головних адміністративних центрів країни, породили низку труднощів для економіки міста. Відтак, виникла проблема у грошових знаках. Са́ме тому на початку 1918 року за прикладом Одеси було вирішено розв'язати цю проблему, випустивши міські «розмінні квитки».
Дозвіл на випуск паперів міської облігаційної позики надійшов з Києва до Єлисаветградського відділення Державного банку 24 квітня 1918 року (період УНР). Сума позики становила 5 мільйонів карбованців, термін — десять років. У дозволі було особливо обумовлено, що після розміщення позики місто повинне у першу чергу погасити всі свої борги та зобов'язання приватним особам.
Перші купюри під назвою «Розмінний квиток міста Єлисаветграда» були виготовлені 1918 року номіналом 10 карбованців. Підписали цю купюру «заступаючий місце міського голови» С. Крамаренко та бухгалтер А. Пельтін.
У лютому 1918 року у країну ввійшли австро-німецькі війська, 21 березня того ж року вони зайняли Єлисаветград. Отож, у обігу з'явилися німецькі марки та австрійські крони. Але попри це, виготовлення  міських розмінних квитків тривало. 27 березня 1918 року було оголошено про початок друкування квитків вартістю три карбованці. А вже наступного дня з'явилися карбованці-бони єлисаветградського відділення Держбанку.
У травні цього ж року до влади в Україні прийшов уряд гетьмана Скоропадського, який випустив кредитні квитки в карбованцях та гривнях. Але ці гроші не мали успіху у населення. У місті відчувалася нестача грошових знаків. 4 грудня 1918 року на засіданні міської Думи було прийнято рішення випустити в обіг міські бони ще на три мільйони карбованців. Почалася підготовка до випуску п'ятикарбованцевих купюр.
8 січня 1919 року в місті була встановлена радянська влада, а вже 21 лютого виконком міської Ради вирішив розпочати випуск розмінних квитків номіналом 5, згодом також номіналами 25 і 50 єлисаветградських рублів, що тривав до появи стійкої державної валюти.

## Джерело
- Інформація про місто Кіровоград на офіційному вебсайті Кіровоградської міської ради